# Paolo Marangon
Paolo Marangon (Asiago, 27 luglio 1960) è uno storico e saggista italiano, studioso di storia del cristianesimo e di storia dell'educazione in epoca contemporanea, con particolare riferimento ad Antonio Rosmini, ad Antonio Fogazzaro e al riformismo religioso ed educativo nell'Ottocento e nel Novecento.
È docente di storia della pedagogia e dell'educazione presso l'Università di Trento, ed è socio dell'Accademia Roveretana degli Agiati, dell'Accademia Galileiana di Padova, dell'Accademia Olimpica di Vicenza, dell'Istituto per le ricerche di storia sociale e religiosa di Vicenza, della Deputazione di Storia Patria per le Venezie e della Società di studi trentini di scienze storiche. È inoltre fondatore e membro del Centro di studi e ricerche "Antonio Rosmini" dell'Università di Trento e della Commissione per l'Edizione nazionale delle opere di Antonio Fogazzaro e, nell'ambito della storia dell'educazione, socio del Centro Italiano per la Ricerca Storico-Educativa (CIRSE).

## Biografia
Dopo la laurea in lettere a indirizzo storico presso l'Università di Padova con una tesi su Riformismo religioso e antitemporalismo da Zanella a Fogazzaro (1848-1902) (1987), Marangon ha conseguito nel 1988 il baccalaureato in teologia presso la Facoltà teologica dell'Italia settentrionale.
Nel biennio 1991-1993 ha fruito della borsa di studio dell'Istituto Italiano per gli Studi Storici "Benedetto Croce" di Napoli.
Nel 1998 ha conseguito il dottorato di ricerca in storia religiosa presso l'Università di Bologna: la tesi di dottorato è stata pubblicata presso la casa editrice internazionale Herder nella collana Italia Sacra con il titolo Il Risorgimento della Chiesa. Genesi e ricezione delle "Cinque piaghe" di A. Rosmini (Roma, 2000). Contemporaneamente Marangon ha avviato la propria attività di ricerca in due direzioni: sul riformismo religioso in età contemporanea e sulla formazione scolastica, culturale e sociale in particolare nell'ambito del movimento cattolico.
Ai convegni internazionali dedicati a Giacomo Zanella (1988) e ad Antonio Fogazzaro (1992) ha presentato due contributi sulla loro formazione culturale e religiosa. In seguito questo filone di studi, dedicato ai nessi tra educazione e riforma religiosa nella biografia di intellettuali cattolici del XIX e del XX secolo, si è arricchito con saggi dedicati a Giuseppe Lazzati e a Ernesto Balducci, confluiti nel volume Educazione e riforma religiosa. Itinerari formativi a confronto (1815-1958) (Trento, 2008, sec. ed. 2014).
Nello stesso tempo Marangon ha rivolto la sua attenzione ai processi formativi nell'ambito del movimento sociale e sindacale cattolico, pubblicando il primo studio scientifico su Il CECAT un movimento un'utopia. Formazione e cooperazione agricola nel movimento cattolico trevigiano (1954-1975) (Venezia, 1993), esperienza che l'autore interpreta come traduzione originale in Italia della prospettiva educativa del personalismo comunitario di Mounier e della rivista Esprit.
Dal 2001 al 2015 ha tenuto il corso istituzionale di storia della Chiesa contemporanea presso il Corso Superiore di Scienze Religiose della Fondazione Bruno Kessler (già Istituto Trentino di Cultura / Istituto di Scienze Religiose) e dal 2010 è docente presso l'Università di Trento, dove insegna storia della pedagogia e dell'educazione. Nel 2024 ha assunto la direzione del Centro di Studi e Ricerche "Antonio Rosmini" dell'Università di Trento. 

## Opere

### Fogazzaro, il modernismo e l'educazione
- Cristianesimo sociale e questione operaia nel pensiero di Giacomo Zanella e Antonio Fogazzaro, in Rivista di Storia della Chiesa in Italia, XLII (1988), pp. 111–130
- Aspetti della formazione religiosa di Antonio Fogazzaro, in Annali dell'Istituto Italiano per gli Studi Storici, XII (1991/94), pp. 609–624
- Genesi storica del riformismo religioso di Antonio Fogazzaro, in Antonio Fogazzaro. Le opere i tempi, atti del convegno internazionale di studio (Vicenza, 27-29 aprile 1992), a cura di F. Bandini e F. Finotti, Vicenza 1994, pp. 193–206
- A. Fogazzaro - B. Casciola, Carteggio (1904-1910), a cura di P. Marangon, Vicenza 1996 (Collana Fogazzaro, 22/II), pp. 85
- Il modernismo di Antonio Fogazzaro, Il Mulino, Napoli 1998, pp. XIX-373 (Collana dell'Istituto Italiano per gli Studi Storici, n. 42)
- Riforma religiosa e misticismo nel Santo di Antonio Fogazzaro, in Il modernismo tra cristianità e secolarizzazione, atti del convegno internazionale di Urbino, 1-4 ottobre 1997, a cura di A. Botti e R. Cerrato, Urbino 2000, pp. 691–706
- Da Rosmini a Fogazzaro: una metamorfosi del cattolicesimo liberale, in Annali di studi religiosi dell'ITC / Istituto di Scienze Religiose di Trento, II (2001), pp. 101–22
- Modernistica: nuove fonti inedite o riedite, in Rivista di Storia e Letteratura Religiosa, XXXVII (2001), pp. 541–548
- Antonio Fogazzaro e il modernismo nell'ultimo decennio di studi, in Fogazzaro e il modernismo, a cura di P. Marangon, Vicenza 2003, pp. 7–42
- Fogazzaro e la crisi degli intellettuali cattolici italiani, in Pio X e il suo tempo, atti del convegno internazionale (Treviso, 22-24 novembre 2000), a cura di G. La Bella, Bologna 2003, pp. 801–823
- A. Fogazzaro - R. Murri, Carteggio (1905-1909), a cura di P. Marangon, Vicenza 2004
- Fogazzaro e l'evoluzionismo, in Atti e memorie dell'Accademia Galileiana di Scienze Lettere e Arti, CXVI/3 (2003-2004), pp. 53–66
- L'inizio del Santo di Antonio Fogazzaro, in Archivio veneto, s. V, CLXIV (2005), pp. 113–24
- Il modernismo cent'anni dopo: cultura religiosa e paradosso cristiano nel «Santo» di Antonio Fogazzaro, in Annali di studi religiosi dell'ITC-isr, VI (2005), pp. 31–46
- Fogazzaro, Praglia e la spiritualità benedettina, in Spes una in reditu, miscellanea di studi nel centenario della ripresa della vita monastica a Praglia (1904-2004), a cura di F. Trolese, Cesena 2006, pp. 89–112
- Fogazzaro y la crisis de los intelectuales catolicos italianos, in El modernismo a la vuelta de un siglo, a cura di S. Casas, Pamplona 2008, pp. 223–243
- Ricezione e condanna del Santo di Antonio Fogazzaro, in In wilder zügelloser Jagd nach neuem, hg. H. Wolf - J. Schepers, Paderborn-München-Wien-Zürig 2009, pp. 79–93
- L'eredità di Rosmini in Fogazzaro e Semeria, in La crisi modernista nella cultura europea, a cura di G. Losito, Roma 2012, pp. 203–216
- Il successo mondiale de Il Santo, in Fogazzaro nel mondo, a cura di A. Chemello e F. Finotti, Vicenza 2013, pp. 239–255
- Una famiglia risorgimentale: i Fogazzaro, gli italiani e l'educazione, in Pensare gli italiani 1849-1859, a cura di M. Allegri, Rovereto 2021, pp. 435-444
- L'antitemporalismo di Antonio Fogazzaro: radici educative e sviluppi riformatori, in Tra Cesare e Dio: la cultura del Risorgimento a 150 anni da Porta Pia, a cura di G. Picenardi, Stresa 2022, pp. 165-173

### Articoli, saggi e recensioni
Contestualmente ha pubblicato anche i seguenti articoli, saggi e recensioni
- Il nuovo volto dell'area cattolica, in Crisi o trasformazione del modello? Rapporto sulla società, l'economia, la politica a Vicenza, Quaderni di Strumenti, 1 (1985), pp. 181–219
- Sindacato con la gente. La CISL e le lotte operaie nel settore della ceramica all'inizio degli anni '70 nell'area bassanese, Vicenza 1990, pp. 137
- Il sindacato nuovo nel Polesine, Roma 1992, pp. XIII-162
- Le radici del sindacato nuovo. Il movimento sociale cattolico e le origini della CISL a Vicenza (1948-1958), Venezia 1993, pp. 223
- Il C.E.C.A.T un movimento un'utopia. Formazione e cooperazione agricola nel movimento cattolico trevigiano (1954-1975), Venezia 1993, pp. 234
- La formazione filosofica e teologica di Giacomo Zanella, in Giacomo Zanella e il suo tempo, a cura di F. Bandini, Vicenza 1995, pp. 341–361
- rec. a AA.VV., Storia dell'Altipiano dei Sette Comuni, 2 voll., Vicenza 1994-96, in Archivio Veneto, s. V, CLII (1999), pp. 167–171
- La svolta del Concilio, in Storia di Torino, IX, Gli anni della Repubblica, a cura di N. Tranfaglia, Torino 1999, pp. 362–375
- rec. a F. Aronica, Don Brizio Casciola. Profilo bio-bibliografico, Soveria Mannelli 1998, in Humanitas, LV (2000), pp. 156–158
- La figura del laico cristiano nel giovane Lazzati, in Giuseppe Lazzati 1909-1986. Contributi per una biografia, a cura di G. Alberigo, Bologna 2001, pp. 27–39
- La Chiesa cattolica contemporanea, in Approfondire il Novecento. Temi e problemi della storia contemporanea, a cura di F. De Giorgi, Roma 2001, pp. 225–23
- Letteratura e spiritualità nella formazione di Ernesto Balducci (1940-50), in Humanitas, LXI, 2 (2006), pp. 227–245
- Prima de "La Locusta": Rienzo Colla, Primo Mazzolari e il quindicinale "Adesso", in Impegno, XXIV, 2 (2013), pp. 9–57
- Educazione e riforma religiosa. Itinerari formativi a confronto (1815-1958), Trento 2008, ISBN 978-88-6178-228-0, sec. ed. 2014, pp. 126
- Rienzo Colla, La Locusta e il Concilio Vaticano II, in Rienzo Colla editore per conto di Dio, a cura di M. Gazzola, Vicenza 2016, pp. 35–44
- rec. a P. Bonafede, L'altra pedagogia di Rosmini. Dilemmi, occultamenti, traduzioni, in Rivista di Storia dell'educazione, VIII, 2 (2021), pp. 155-157
- La travagliata vicenda della comunità di Bose: riflessioni a margine di un libro recente, in Humanitas, n.s., v. 77, n. 4 (2022), p. 602-608
- rec. a: F. De Giorgi, La scuola italiana di spiritualità. Da Rosmini a Montini", in Cristianesimo nella storia, XLIV, 1 (2023), p. 322-326

### Ricerche sulle "Cinque piaghe" e sulla pedagogia di Rosmini
Nell'ambito del progetto di ricerca sulle Cinque piaghe della santa Chiesa e sulla pedagogia civile di Antonio Rosmini sono apparsi:
- rec. a F. De Giorgi, La scienza del cuore. Spiritualità e cultura religiosa in Antonio Rosmini, Bologna 1995, in Ricerche di Storia Sociale e Religiosa, XXVI (1997), pp. 303–06
- Sulla genesi delle Cinque piaghe di Antonio Rosmini, in Rivista di Storia e Letteratura Religiosa, XXXIII (1997), pp. 93–129.
- La "Divina Provvidenza" nella storia. Una chiave di lettura delle Cinque piaghe di Antonio Rosmini, in Il pensiero di Antonio Rosmini a due secoli dalla nascita, a cura di G. Beschin, A. Valle, S. Zucal, II, Brescia 1999, pp. 763–72
- Le fonti delle "Cinque piaghe", in Il "gran disegno" di Rosmini. Origine, fortuna e profezia delle Cinque piaghe della Santa Chiesa, a cura di M. Marcocchi e F. De Giorgi, Milano 1999, pp. 23–54
- Rosmini e la Curia romana negli anni 1848-49: orientamenti ecclesiologici e scelte politiche, in Antonio Rosmini e la Congregazione dell'Indice, a cura di L. Malusa, Stresa 1999, pp. CXLIII-CLXXXV
- Il Risorgimento della Chiesa. Genesi e ricezione delle "Cinque piaghe" di Antonio Rosmini, Herder, Roma 2000, pp. XVII-451 (Collana Italia Sacra, n. 63).[7]
- La reazione di Rosmini alla condanna delle "Cinque piaghe", in Rosmini e Roma, a cura di L. Malusa e P. De Lucia, Stresa 2000, pp. 407–28
- Pio IX e le "Cinque piaghe" di Antonio Rosmini, in Il Papato e l'Europa, a cura di G. De Rosa e G. Cracco, Soveria Mannelli 2001, pp. 297–318
- La riforma della Chiesa in Gioberti, in Rosmini e Gioberti pensatori europei, atti del convegno internazionale (Rovereto, 23-25 ottobre 2001), a cura di G. Beschin e L. Cristellon, Brescia 2003, pp. 343–359
- Riforma protestante e riforma cattolica nelle "Cinque piaghe" di Antonio Rosmini, in Europa e America nella storia della civiltà. Studi in onore di Aldo Stella, a cura di P. Pecorari, Treviso 2003, pp. 373–89
- rec. a F. De Giorgi, Rosmini e il suo tempo. L'educazione dell'uomo moderno tra riforma della filosofia e rinnovamento della Chiesa (1797-1833), in Rivista di Storia e Letteratura Religiosa, XL, 3 (2004), pp. 636–39
- Rosmini, l'educazione civile e il sistema scolastico asburgico, in Archivio trentino, 2 (2006), pp. 101–24
- L'educazione civile in Rosmini, in Antonio Rosmini tra modernità e universalità, a cura di M. Dossi e M. Nicoletti, Brescia 2007, pp. 229–245
- Rousseau, Gioia e il giovane Rosmini. Un confronto su incivilimento ed educazione, in Le parole del pensiero, a cura di F. Meroi, Pisa 2013, pp. 105–117
- La Chiesa e i suoi beni: la pedagogia ecclesiale di Rosmini, in Rosmini e l'economia, a cura di F. Ghia e P. Marangon, Trento 2015, pp. 225–237
- Da Rosmini a Paoli: l'educazione dell'infanzia nel secondo ottocento secondo il "metodo rosminiano, in Rosmini Studies, v. 7, (2020), pp. 259-263
- Francesco Paoli, l'Asilo Rosmini e il Cono Pedagogico: un progetto originale di educazione dell'infanzia, in Annali di storia dell'educazione e delle istituzioni scolastiche, v. 29, (2022), pp. 117-126

### Come curatore
Ha inoltre curato la stampa dei seguenti volumi:
- AA.VV., Cristianesimo, modernizzazione, politica, Vicenza 1990
- AA.VV., Radicalità evangelica e impegno civile, Trento 1993
- AA.VV., Non vi sarà più notte. Notte della fede, notte della Chiesa, Brescia 1996
- Fogazzaro e il modernismo, a cura di P. Marangon, Vicenza 2003
- Sorella Maria - Giovanni M. Vannucci, Il canto dell'allodola. Lettere scelte (1947-1961), introduzione e note a cura di P. Marangon, prefazione di Enzo Bianchi, Bose 2006
- Rosmini. Scritti sull'educazione, a cura di P. Marangon, Brescia 2011
- Rosmini e l'economia, a cura di F. Ghia e P. Marangon, Trento 2015
- Da Rosmini a De Gasperi. Spiritualità e storia nel Trentino asburgico. Figure a confronto, a cura di P. Marangon e M. Odorizzi, Trento 2017
- La scuola trentina tra guerra e primo dopoguerra (1914-1924), a cura di P. Marangon, Università di Trento, Trento 2017